# Шустов, Николай Николаевич
Николай Николаевич Шустов (1856 — 19 января 1917) — российский предприниматель, один из владельцев товарищества «Шустов и сыновья», одного из крупнейших производителей алкогольной продукции в царской России конца XIX века, гласный Московской Городской Думы (с 1905 г.).

## Биография
Старший сын Николая Леонтьевича Шустова. Также у Николая Николаевича были братья: Павел, Василий, Сергей, с которыми он управлял делом отца и деда. Николай Николаевич также является одним из 53-х человек, которые основали «Русское гимнастическое общество» (РГО «Сокол»). И так же спонсировал РГО и футбольную команду РГО «Сокол». Строил стадион для РГО «Сокол», получивший неофициальное название «Горючка», но до открытия стадиона не дожил. Место для строительства подсказал Николай Петрович Старостин, который проживал с семьёй недалеко от места будущего стадиона.
Вот, что писала о нём газета "Русский спорт" в № 6 от 5 февраля 1917 

 ...Для многих имя Николая Николаевича, как покровителя и горячего защитника разумного занятия спортом и физического развития оставалось почти совершенно неизвестным. Скромный от природы, сравнительно молчаливый, но всегда готовый прийти на помощь каждому посильным трудом он завоевал себе широкие симпатии среди людей самых разнообразных кругов. И тем более тяжела эта потеря для русского спорта и для русских спортсменов, что покойный являлся поборником спорта среди молодёжи, что так редко встречается даже при современном развитии спорта у пожилых людей. Николай Николаевич вполне правильно понял то значение, которое должен иметь спорт в современной жизни и не только сам с увлечением предавался таким видам спорта, как теннис, коньки и гимнастика, но служил спорту как общественный деятель и уже, то, что большинство молодёжи служившей у него в деле, под его влиянием, стало заниматься физическим развитием, говорит за себя. 
https://rusneb.ru/catalog/000199_000009_60000269343/